# Faimes
Faimes är en kommun i Belgien.   Den ligger i provinsen Liège och regionen Vallonien, i den centrala delen av landet, 70 km öster om huvudstaden Bryssel. Antalet invånare är 3 757. Faimes gränsar till Waremme. 
Trakten runt Faimes består till största delen av jordbruksmark. Runt Faimes är det ganska tätbefolkat, med 239 invånare per kvadratkilometer.